# Dan Norris
Dan Norris, né le 28 janvier 1960 à Londres, est un homme politique britannique, membre du Parti travailliste (Labour). 
De 2021 à 2025, il est maire de l'Ouest de l'Angleterre et député de North East Somerset et Hanham depuis 2024. Il a auparavant été député de Wansdyke, en grande partie de la même région, de 1997 à 2010.
Norris sert au sein du gouvernement en tant que sous-secrétaire d'État parlementaire aux Affaires rurales et à l'Environnement de 2009 à 2010, et whip adjoint de 2001 à 2003.
Il est arrêté en avril 2025 par la police dans le cadre d’une enquête pour viol sur jeune femme mineure.

## Biographie

### Jeunesse
Dan Norris est né le 28 janvier 1960 à Londres de June Norris et David Norris,. Sa mère est une conseillère travailliste qui s'est présentée sans succès comme candidate dans la circonscription de Northavon aux élections générales de 1983, puis à nouveau en 1992. Son père travaille comme directeur des ventes et comme travailleur social.
Norris fait ses études à la Chipping Sodbury School et à l'Université du Sussex, où il obtient une maîtrise en travail social. Il travaille comme enseignant et agent de protection de l'enfance, après avoir suivi une formation auprès de la NSPCC.
Norris est conseiller municipal de Bristol pour le quartier de Brislington Ouest de 1989 à 1992 et de 1995 à 1997, et conseiller du conseil du comté d'Avon de 1994 à 1996,. Il est membre du syndicat GMB.

### Parcours politique

#### Premier mandat parlementaire
Norris se présente pour la première fois aux élections législatives dans la circonscription de Northavon en 1987, perdant face au député conservateur sortant, John Cope. En 1992, il est candidat travailliste pour Wansdyke dans le Somerset, arrivant en deuxième place face au titulaire conservateur, Jack Aspinwall. Il se présente à nouveau au siège de Wansdyke lors des élections de 1997 et réussit cette fois à le remporter avec une majorité de 4 799 voix, renversant une majorité conservatrice de 11 770 voix. Norris augmente sa majorité à 5 613 voix lors des élections de 2001.
Norris est whip adjoint au Trésor de juin 2001 à juin 2003,. En mai 2006, il est nommé secrétaire parlementaire privé (PPS) du secrétaire d'État pour l'Irlande du Nord Peter Hain jusqu'en juin 2007, puis PPS du ministre des Affaires étrangères David Miliband jusqu'en janvier 2009. Lors du remaniement de juin 2009, Norris entre au gouvernement en tant que ministre pour la première fois, devenant sous-secrétaire d'État parlementaire au ministère de l'Environnement, de l'Alimentation et des Affaires rurales (ministre des Affaires rurales et de l'Environnement).
Norris a longtemps fait campagne contre la chasse au renard, soutenant la législation l'interdisant. Le dernier jour de la chasse légale au renard, le 28 février 2005, il est abordé par des participants de la chasse du duc de Beaufort lors d'un incident à Badminton qui est diffusé en direct dans les informations télévisées régionales.
Aux élections générales de 2005, son avance sur les conservateurs tombe à 1 839 voix. À la suite de redécoupages, la circonscription de Wansdyke est supprimée lors des élections de 2010. Norris se présente au siège de North East Somerset qui couvre la majeure partie de la même zone, et est battu par le candidat conservateur Jacob Rees-Mogg.

#### Suite de carrière
Après sa défaite aux élections générales de 2010, Norris travaille pour David Miliband dans sa tentative infructueuse de prendre la direction du parti travailliste. En mai 2012, Norris est pressenti pour être le candidat du Parti travailliste à l'élection municipale de Bristol, mais n'est pas sélectionné. En 2016, il est responsable des opérations du groupe universitaire Russell et il dirige des entreprises,. Norris critique la manière dont Jeremy Corbyn gère l'antisémitisme au sein du Parti travailliste, déclarant dans une tribune pour le Bristol Post : « Les dirigeants travaillistes d'aujourd'hui semblent être devenus très mal à l'aise lorsqu'ils s'opposent au racisme lorsqu'il est dirigé contre les Juifs ».
En 2004, Norris est nommé au conseil d'administration du Snowdon Trust, un organisme de bienfaisance qui soutient les étudiants souffrant de handicaps physiques. Il est ambassadeur de l'association caritative pour enfants Kidscape,. Il est administrateur de la Ligue contre les sports cruels et en devient président en octobre 2022.

#### Maire de l'ouest de l'Angleterre
Norris est choisi comme candidat du Parti travailliste le 16 novembre 2020, battant la conseillère municipale de Bristol, Helen Godwin, lors d'un vote des membres locaux par 1 611 voix contre 1 558.
Au cours de la campagne électorale, Norris déclare que le maire sortant Tim Bowles est le « seul maire métropolitain qui n'a pas plus de pouvoirs qu'à ses débuts » et que s'il était élu, il chercherait plus d'argent et de pouvoirs auprès du gouvernement central.
Norris est élu maire de l'ouest de l'Angleterre lors des élections municipales de 2021. Il déclare qu'il soutiendrait l'adhésion du North Somerset et de certaines parties du Somerset à l'autorité combinée, et qu'il chercherait des fonds supplémentaires pour eux.
Lors de sa première réunion publique de la West of England Combined Authority (WECA), Norris oppose son veto à une proposition soutenue par les dirigeants des trois conseils constitutifs visant à dépenser 100 000 £ pour revoir le fonctionnement de l'autorité et la façon dont elle prend ses décisions. Lors d'une réunion en juillet, Norris et les dirigeants du conseil rejettent la majeure partie du plan d'action climatique que l'autorité élaborait depuis 2019, le jugeant insuffisamment ambitieux, et conviennent de commencer à élaborer un plan de remplacement,. En juillet 2021, Norris lance également de nouveaux programmes pour soutenir les industries créatives et alimentaires de la région,.
Un différend éclate entre les membres de la WECA et Norris au sujet des pouvoirs du maire, en particulier le pouvoir d'opposer son veto à des propositions alternatives à leur comité mixte qui comprend le conseil du North Somerset. Le 15 octobre 2021, les quatre dirigeants du conseil n'assistent pas à une réunion de la WECA avec le maire, bloquant 50 millions de livres sterling de décisions de dépenses,. Un ancien membre non votant de la WECA, le vice-chancelier de l'Université de l'Ouest de l'Angleterre, le professeur Steve West, est nommé médiateur dans le conflit. En novembre 2021, après avoir consulté un nouvel avocat, Norris accepte de ne pas revendiquer de droit de veto sur les décisions concernant le North Somerset.

#### Retour au Parlement
En juillet 2024, Norris est élu au Parlement lors des élections générales de 2024 pour North East Somerset et Hanham, battant Jacob Rees-Mogg.